# Kassoum Mamane Moctar
Pour les articles homonymes, voir Moctar.
Kassoum Mamane Moctar,  est un homme politique nigérien.

## Biographie
Né le 16 octobre 1978 à Maradi, Kassoum Mamane Moctar a fréquenté une medersa à Maradi et une école de type franco-arabe à Zinder. Il a obtenu son baccalauréat à l'Institut de la Ligue islamique mondiale de Niamey. Moctar a étudié la communication à l'école supérieure Agitel-Formation d'Abidjan, avec une spécialisation en développement durable. Il a obtenu ce diplôme en 2007 avec le titre de master spécialisé (MS). Il a également suivi des formations en gestion des systèmes d'information et en intelligence compétitive, en gestion des ressources humaines et en optique physiologique et géométrique. En 2007, Moctar est devenu chef de projet au Conseil économique, social et culturel du Niger.

## Vie politique
Le 11 octobre 2009, le président de la République Mamadou Tandja, du parti MNSD-Nassara, l'a nommé ministre de la Communication et porte-parole du gouvernement dans le nouveau gouvernement du Premier ministre Ali Badjo Gamatié. Dans ces fonctions, Moctar a succédé à Mohamed Ben Omar, qui avait démissionné fin septembre 2009 pour se présenter aux élections législatives du 20 octobre 2009 en tant que candidat du parti RDP-Jama'a. Le président Tandja s'était octroyé un troisième mandat et des pouvoirs élargis après la mise à l'écart de l'Assemblée nationale et de la Cour constitutionnelle, ainsi que par le biais du référendum constitutionnel du 4 août 2009. Moctar était considéré comme un fervent partisan de ces processus critiqués par l'opposition. Le 18 février 2010, le président contesté et son gouvernement ont été destitués à la suite d'un coup d'État dirigé par Salou Djibo. Moctar faisait partie des 17 personnalités de l'entourage proche de Tandja qui ont été temporairement détenues par la police pour atteinte à la sécurité de l'État.
À partir de 2011, il a été maire de Maradi, sa ville natale, jusqu'à ce qu'il soit révoqué de ses fonctions en 2014, d'abord sans motif, puis, sur la base d'un rapport de la Haute autorité de lutte contre la corruption et les infractions assimilées (HALCIA), quelques semaines après sa révocation, il a été arrêté pour mauvaise gestion et détenu à la prison civile de Kollo. En mai 2015, avant même d'être inculpé, il a été remis en liberté provisoire sur ordre du tribunal. Depuis le congrès fondateur de ce parti en novembre 2015, Moctar est le président du Congrès pour la République (CPR-Inganci). Il s'est présenté à l'élection présidentielle de 2016 pour le Congrès pour la République et est arrivé sixième sur quinze candidats avec 3 % des voix. Le président de la République Mahamadou Issoufou a fait revenir Moctar au gouvernement le 11 avril 2016 en tant que ministre du Trésor public et de l'Urbanisme. Le 20 octobre 2016, Moctar est devenu à la place ministre de la Jeunesse et des Sports. Il a quitté le gouvernement de Mahamadou Issoufou le 4 décembre 2020. Dans le gouvernement nommé par le président de la République Mohamed Bazoum le 7 avril 2021, il est devenu ministre de la Formation professionnelle.